# Riftia pachyptila
 Riftia pachyptila  ist eine Art aus der Familie der Bartwürmer (Siboglinidae, älterer Name: Pogonophora) und die einzige Art ihrer Gattung. Die Art hat aufgrund ihrer Größe, ihrer Lebensweise an hydrothermalen Schloten in der Tiefsee (Schwarze Raucher) und ihrer symbiotischen Lebensweise mit chemoautotrophen Bakterien innerhalb und außerhalb der Wissenschaft große Aufmerksamkeit gefunden. Über Riftia sind mehrere hundert wissenschaftliche Veröffentlichungen und einige Film- und Fernsehdokumentationen erschienen.

## Merkmale
Riftia lebt innerhalb einer am Meeresboden fest verankerten Röhre, die das Tier niemals verlässt. Der Körper besteht aus vier deutlich gegeneinander abgesetzten Abschnitten. Das Vorderende trägt ein Büschel von lebhaft rot gefärbten Filamenten, die teilweise lamellenartig zusammengewachsen sind. Die Filamente sind an einer steifen und festen Struktur, dem sog. Obturaculum, befestigt. Bei Störungen zieht das Tier die Filamente in die Röhre zurück, die vom Obturaculum als Deckel fest verschlossen wird. Auf die Obturacularregion folgt ein muskulärer Abschnitt, der Vestimentum genannt wird. Bei ausgestreckten Filamenten blockiert das Vestimentum den Zugang zur Wohnröhre. Hier sitzt das Gehirn des Tiers, sein kurzes, muskulöses Herz und ein Ausscheidungsorgan. Außerdem sitzen am Vestimentum die Genitalporen und spezielle Drüsen, die das Material der Wohnröhre abscheiden. Auf das Vestimentum folgt eine sehr lange Rumpfregion, die aus einem zentralen Hohlraum besteht, der von einem Muskelschlauch und einer Außenhaut (Epidermis) begrenzt wird. Die Epidermis ist von einer glatten Kutikula bedeckt, die vor allem aus Fasern des Proteins Kollagen besteht. Innerhalb der zentralen Leibeshöhle sitzt ein lappenartig gegliedertes Organ, der Trophosom, in dem die symbiotischen Schwefelbakterien leben, die die einzige Ernährungsgrundlage von Riftia bilden. Außerdem erstrecken sich hier die Keimdrüsen (Gonaden). Das Opisthosom genannte Hinterende besteht aus zahlreichen kurzen, gegeneinander abgesetzten Segmenten und trägt Reihen von langen Borsten, seine Funktion ist die Verankerung des Tiers in der Wohnröhre.
Die Wohnröhre von Riftia ist glatt und gerade, sie ist am hinteren Ende geschlossen. Aufgebaut wird sie aus einem in der Konsistenz flexiblen, lederartigen Material, das zu großen Teilen aus Fasern von beta-Chitin besteht. Die Röhre erlaubt dem Vorderende eine gewisse Beweglichkeit. Die Länge der Röhre kann unter Optimalbedingungen eine Länge von zwei Metern noch überschreiten, ist aber in den meisten Populationen erheblich kürzer, sie überschreitet die Länge des lebenden Tiers erheblich. Bei den Tieren, die auf dem Basaltboden der untermeerischen Rücken leben, liegt sie völlig frei und ist nur am Hinterende in einer Felsspalte verankert. Bei Tieren, die auf Sediment leben, kann sie auch teilweise eingegraben sein.

## Symbiose

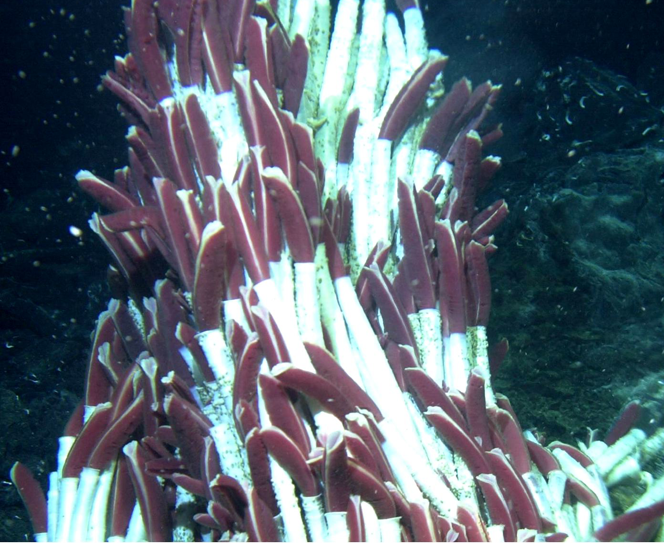
Riftia-Kolonie

Riftia lebt in Symbiose mit einer Bakterienart, die zu den Gammaproteobacteria gehört. Der Wurm kann keine Nahrung aufnehmen, weil er weder eine Mundöffnung noch einen Darm besitzt; daher ist er für sein Überleben von diesem Symbionten vollkommen abhängig. Riftia war die erste Art, bei der die Symbiose mit einem Schwefelbakterium beobachtet worden ist und ist bis heute ein Modellorganismus für diese Beziehung geblieben. Solche Symbiosen gelten jedoch mittlerweile als viel weiter verbreitet, als ursprünglich angenommen. Obwohl vieles über die Bakterienart herausgefunden wurde, ist es trotz jahrzehntelanger Versuche bis heute nicht gelungen, sie zu kultivieren. Unter anderem sind große Teile des Genoms und Proteoms entschlüsselt worden und der Art wurde der provisorische Name Candidatus Endoriftia persephone gegeben.
Ähnliche Symbiosen mit Gammaproteobakterien wurden bei den Gattungen Oasisia und Tevnia gefunden.
Die symbiotischen Bakterien gewinnen durch die Oxidation von Sulfid-Ionen mit dem Sauerstoff des Meerwassers Energie. Sulfid ist im freien Wasser nicht beständig, wird aber gemeinsam mit etlichen Metallionen aus hydrothermalen Quellen am Meeresgrund freigesetzt, die im Zusammenhang mit der vulkanischen Aktivität an mittelozeanischen Rücken stehen. Hier wird in Spalten versickertes Meerwasser durch in geringer Tiefe liegendes Magma aufgeheizt und mit Mineralien angereichert. Andere Bartwurmarten können als Sulfidquellen auch sauerstofffreien Schlick oder verrottende organische Substanzen ausnutzen, dies ist bei Riftia nie beobachtet worden. Die Bakterien oxidieren das Sulfid zu Sulfat, wobei Energie frei wird. Sie können mittels mehrerer Stoffwechselwege außerdem im Wasser gelöstes Kohlendioxid zu organischer Substanz reduzieren. Dadurch werden sie für Riftia nicht nur zur Energie-, sondern auch zur Kohlenstoff- und Biomassequelle. Riftia fördert seinen Endosymbionten, indem sie ständig sulfidreiches Wasser herbeistrudelt, das aus den Spalten am Meeresgrund nicht gleichmäßig, sondern in kleinräumig stark wechselnder Zusammensetzung hervorquillt. Außerdem hilft sie, die Assimilation von Kohlendioxid durch einen angepassten pH-Wert zu erleichtern und führt schädliche Stoffwechselprodukte wie elementaren Wasserstoff ab. Es gibt Hinweise darauf, dass Riftia diesen Wasserstoff möglicherweise auch zur Energiegewinnung nutzen kann. Möglicherweise kann das Bakterium bei sauerstoffarmen Bedingungen auf Nitratatmung wechseln, zumindest kann es Nitrat als Stickstoffquelle aus dem Meerwasser aufnehmen.
Sulfid ist für Eukaryoten wie Riftia eigentlich ein Zellgift. Die Art hat einen besonderen Weg gefunden, diesen für sie giftigen Stoff dennoch anreichern und ihrem Symbionten liefern zu können. Sie nutzt dazu eine Form des roten Blutfarbstoffs Hämoglobin, der bei ihr nicht in Zellen eingeschlossen, sondern frei im Plasma gelöst vorkommt. Riftia besitzt drei verschiedene Hämoglobinformen, deren Globinfraktion zu großen Teilen übereinstimmt, diese Bausteine aber anders zusammensetzt. Das Globin besitzt räumlich voneinander getrennt jeweils eine Bindungsstelle für Sauerstoff und eine für Sulfid, dessen Bindungsstelle die schwefelhaltige Aminosäure Cystein als funktionalen Bestandteil enthält. Durch den hohen Hämoglobingehalt sind die Tentakel von Riftia rot gefärbt.
Die Symbionten sind in einem besonderen Organ, dem Trophosom, und dort innerhalb spezialisierter Zellen, der Bakteriozyten, eingeschlossen. Sie machen aufgrund ihrer geringen Größe die weit überwiegende Zellzahl, aber nur etwa ein Viertel der Biomasse aus. Die Zellen des Trophosoms sind nicht wie früher angenommen endodermalen, sondern mesodermalen Ursprungs.
Inzwischen ist nachgewiesen, dass der heranwachsende Wurm die Bakterien nicht vom Muttertier her mitbringt, sondern sie im Laufe der Entwicklung jedes Mal neu aus der Umwelt aufnehmen muss. Dort sind sie auch frei lebend nachweisbar. Mehrere Röhrenwurmarten können dabei denselben Endosymbionten nutzen.

## Fortpflanzung und Entwicklung
Riftia ist getrenntgeschlechtlich, das Geschlechterverhältnis vermutlich 1:1. Die männlichen Tiere geben begeißelte Spermatozoen ins freie Wasser ab, die zu den weiblichen Tieren schwimmen und dort die Eier (intern) befruchten. Die befruchteten Eier werden ins Wasser abgegeben. Sie entwickeln sich zum typischen Larvenstadium der Anneliden, der Trochophora-Larve. Diese Larven sind auch das wesentliche Ausbreitungsstadium. Da die hydrothermalen Quellen, an denen die Tiere leben, recht kurzlebig sind (ihre Lebensdauer ist im Durchschnitt kaum höher als diejenige der Würmer), sind diese auf einen effizienten Verbreitungsweg unbedingt angewiesen. Es wird beobachtet, dass neu entstandene Quellen, die Hunderte Kilometer von bestehenden entfernt liegen, rasch besiedelt werden können. Aus der Lebensdauer der Larven von etwa 38 Tagen und den typischen Strömungsmustern wurde eine durchschnittliche Verbreitungsstrecke von ca. 100 Kilometern abgeleitet. Trotz intensiver Suche sind aber bisher noch niemals lebende Larven direkt im Ozean tatsächlich gefunden worden. Ist ein günstiger neuer Lebensraum entdeckt worden, wandelt sich die schwimmende Larve in ein bodenlebendes Larvenstadium um. In diesem Stadium werden die symbiotischen Bakterien aufgenommen. Die Larven wachsen zum ausgewachsenen Wurm aus. Damit wird der bei der Larve vorübergehend ausgebildete Darmkanal funktionslos und zurückgebildet.
Das Wachstum von Riftia ist außergewöhnlich rasch. Misst man die Röhrenlänge als Maß für den Zuwachs, so kann diese mit 85 Zentimetern im Jahr für einen Wirbellosen Rekordwerte erreichen, innerhalb einer Röhre von 2 Metern Länge sitzt allerdings ein Wurm von nur etwa 80 Zentimeter Körpergröße.

## Ökologie

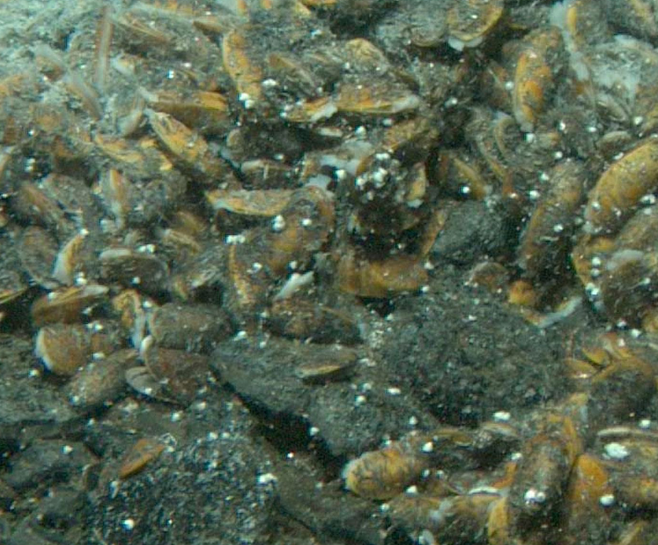
Bathymodiolus thermophilus

Die Art besitzt in ihrem Lebensraum die typischen Merkmale einer Pionierart: Schnelle Kolonisation, sehr rasches Jugendwachstum. Aus Beobachtungen an Quellen am Meeresgrund weiß man, dass es sich in der Tat um einen Erstbesiedler handelt. Experimentell freigekratzte Quellen wurden binnen kürzester Zeit von der Art wiederbesiedelt. An länger bestehenden Quellen wird die Art nach und nach durch andere Arten verdrängt. Häufig ist die Muschelart Bathymodiolus thermophilus Folgebesiedler. Riftia kann in günstigen Lebensräumen sehr hohe Individuendichten von vielen Hundert Individuen pro Quadratmeter erreichen, die einer Biozönose von Aufwuchsarten Lebensraum bieten. Generell ist der Lebensraum von Riftia aber ein typisches Extremhabitat, in dem nur wenige Arten leben können, die hier aber extreme Dichten erreichen.
Erwachsene Bartwürmer besitzen kaum Fressfeinde. Die Krabbenarten Bythograea thermydron und Munidopsis subsquamosa wurden beobachtet, wie sie Filamente der lebenden Würmer abweideten.

## Verbreitung
Riftia pachyptila lebt ausschließlich im Pazifik. Dort besiedelt sie einen langen Abschnitt des ostpazifischen Rückens unter Aussparung der polnahen Abschnitte sowie den rechtwinklig davon abzweigenden Galapagos-Rücken. Hier wurde die Art von dem Meeresbiologen Meredith Jones bei einer Tauchfahrt des Tiefseetauchboots Alvin entdeckt und beschrieben. An anderen untersuchten untermeerischen Spreizungszonen wurde die Art nicht gefunden (am mittelatlantischen Rücken bis heute keine einzige riftbewohnende Bartwurmart!). Im mittleren, küstennäheren Abschnitt des Rückens vor der Bucht von Kalifornien wurden Tiere an hydrothermalen Quellen in Sedimentgestein gefunden, deren Endosymbionten offenbar etwas von denjenigen der mittelozeanischen Rücken auf Basaltgestein abweichen.

## Belege
1. ↑  eine Übersicht: Nicole Dubilier, Claudia Bergin, Christian Lott (2008): Symbiotic diversity in marine animals: the art of harnessing chemosynthesis. Natue Review Microbiology 6: 725-740. doi:10.1038/nrmicro1992
2. ↑  NCBI: Candidatus Endoriftia (genus), eine weitere Art ist endosymbiont of Riftia pachyptila (species) und
3. ↑  NCBI: endosymbiont of Oasisia alvinae (species)
4. ↑  NCBI: endosymbiont of Tevnia jerichonana (species)
5. ↑  Feldman RA, Black MB, Cary CS, Lutz RA, Vrijenhoek RC: Molecular phylogenetics of bacterial endosymbionts and their vestimentiferan hosts. In: Molecular Marine Biology and Biotechnology. 6. Jahrgang, Nr. 3, September 1997, S. 268–277, PMID 9284565 (researchgate.net).
6. ↑  Laue BE, Nelson DC: Sulfur-oxidizing symbionts have not co-evolved with their hydrothermal vent tube worm hosts: an RFLP analysis. In: Molecular Marine Biology and Biotechnology. 6. Jahrgang, Nr. 3, September 1997, S. 180–188, PMID 9284558.
7. ↑  Di Meo CA, Wilbur AE, Holben WE, Feldman RA, Vrijenhoek RC, Cary SC: Genetic variation among endosymbionts of widely distributed vestimentiferan tubeworms. In: Applied and Environmental Microbiology. 66. Jahrgang, Nr. 2, Februar 2000, S. 651–658, doi:10.1128/AEM.66.2.651-658.2000, PMID 10653731, PMC 91876 (freier Volltext).
8. ↑  Nelson K, Fisher CR: Absence of cospeciation in deep-sea vestimentiferan tube worms and their bacterial endosymbionts. In: Symbiosis. 28. Jahrgang, Nr. 1, 2000, S. 1–15 (elsevier.com).
9. ↑  McMullin ER, Hourdez ST, Schaeffer SW, Fisher CR: Phylogeny and Biogeography of Deep Sea Vestimentiferan Tubeworms and Their Bacterial Symbionts. In: Symbiosis. 34. Jahrgang, 2003, S. 1–41 (scripts.cac.psu.edu (Seite nicht mehr abrufbar. Suche in Webarchiven)).
10. ↑  Franck Zal, Emmanuelle Leize, François H. Lallier, André Toulmond, Alain Van Dorsselaer, James J. Childress (1998): S-Sulfohemoglobin and disulfide exchange: The mechanisms of sulfide binding by Riftia pachyptila hemoglobins. Proceedings of the National Academy of Sciences 95(15): 8997-9002.
11. ↑  Monika Bright & Angelika Sorgo (2003): Ultrastructural reinvestigation of the trophosome in adults of Riftia pachyptila (Annelida, Siboglinidae). Invertebrate Biology 122(4): 347–368 doi:10.1111/j.1744-7410.2003.tb00099.x
12. ↑  Tara L. Harmer, Randi D. Rotjan, Andrea D. Nussbaumer, Monika Bright, Andrew W. Ng, Eric G. DeChaine, Colleen M. Cavanaugh (2008): Free-Living Tube Worm Endosymbionts Found at Deep-Sea Vents. Applied and Environmental Microbiology 74(12):3895. doi:10.1128/AEM.02470-07
13. ↑  Adam G. Marsh, Lauren S. Mullineaux, Craig M. Young, Donald T. Manahan (2001): Larval dispersal potential of the tubeworm Riftiapachyptila at deep-sea hydrothermal vents. Nature 411, 77-80. doi:10.1038/35075063
14. ↑  Julie C. Robidart, Annelys Roque, Pengfei Song, Peter R. Girguis: Linking Hydrothermal Geochemistry to Organismal Physiology: Physiological Versatility in Riftia pachyptila from Sedimented and Basalt-hosted Vents. PLoS one 6(7): e21692. doi:10.1371/journal.pone.0021692